# Coppa Intertoto UEFA 2007
La Coppa Intertoto UEFA 2007 è stata la 13ª edizione della Coppa Intertoto. Si è svolta in tre turni e le 11 squadre che hanno superato il terzo turno sono state ammesse al secondo turno di qualificazione della Coppa UEFA 2007/08.

## Primo turno
Le gare di andata si sono svolte il 23 e il 24 giugno, quelle di ritorno il 30 giugno e il 1º luglio.
| Squadra 1       | Totale    | Squadra 2               | Andata | Ritorno |
| --------------- | --------- | ----------------------- | ------ | ------- |
| Sant Julià      | 4-6       | Slavija Sarajevo        | 2-3    | 2-3     |
| Tobıl Kostanai  | 3-2       | Zest'aponi              | 3-0    | 0-2     |
| Valur Reykjavík | 1-2       | Cork City               | 0-2    | 1-0     |
| Zagabria        | 2-2 (gfc) | Vllaznia                | 2-1    | 0-1     |
| Ethnikos Achnas | 1-2       | Makedonija Ğorče Petrov | 1-0    | 0-2     |
| Baku            | 3-5       | Dacia                   | 1-1    | 2-4     |
| Differdange 03  | 0-5       | Slovan Bratislava       | 0-2    | 0-3     |
| Hammarby        | 3-1       | KÍ                      | 1-0    | 2-1     |
| Cliftonville    | 2-1       | Dinaburg                | 1-1    | 1-0     |
| Šachcër         | 4-3       | Ararat                  | 4-1    | 0-2     |
| Gloria Bistriţa | 3-2       | Grbalj                  | 2-1    | 1-1     |
| Birkirkara      | 1-5       | Maribor                 | 0-3    | 1-2     |
| Vėtra Vilnius   | 6-6 (gfc) | Llanelli                | 3-1    | 3-5     |
| Honka           | 4-2       | TVMK Tallinn            | 0-0    | 4-2     |

## Secondo turno
Le gare di andata sono state disputate il 7 e l'8 luglio, quelle di ritorno il 14 e il 15 luglio.
| Squadra 1               | Totale        | Squadra 2         | Andata | Ritorno       |
| ----------------------- | ------------- | ----------------- | ------ | ------------- |
| Maccabi Haifa           | 2-2 2-3 (dcr) | Gloria Bistriţa   | 0-2    | 2-0           |
| Dacia                   | 1-1 3-0 (dcr) | San Gallo         | 0-1    | 1-0           |
| Gent                    | 6-0           | Cliftonville      | 2-0    | 4-0           |
| Cork City               | 1-2           | Hammarby          | 1-1    | 0-1           |
| Zalaegerszegi           | 0-5           | Rubin Kazan'      | 0-3    | 0-2           |
| Rapid Vienna            | 3-2           | Slovan Bratislava | 3-1    | 0-1           |
| Slavija Sarajevo        | 0-3           | Oţelul Galaţi     | 0-0    | 0-3           |
| Makedonija Ğorče Petrov | 0-7           | Cherno More Varna | 0-4    | 0-3           |
| Maribor                 | 2-5           | Hajduk Kula       | 2-0    | 0-5           |
| Čornomorec'             | 6-2           | Šachcër           | 4-2    | 2-0           |
| Tobıl Kostanai          | 3-1           | Slovan Liberec    | 1-1    | 2-0           |
| Honka                   | 3-3 (gfc)     | Aalborg           | 2-2    | 1-1           |
| Vėtra Vilnius           | sospesa       | Legia Varsavia    | 3-0    | non disputata |
| Trabzonspor             | 10-0          | Vllaznia          | 6-0    | 4-0           |

## Terzo turno
Le gare di andata sono state disputate il 21 e il 22 luglio, quelle di ritorno il 28 e il 29 luglio.
| Squadra 1         | Totale    | Squadra 2        | Andata | Ritorno   |
| ----------------- | --------- | ---------------- | ------ | --------- |
| Hajduk Kula       | 2-4       | União Leiria     | 1-0    | 1-4 (dts) |
| Cherno More Varna | 0-2       | Sampdoria        | 0-1    | 0-1       |
| Gloria Bistriţa   | 2-2 (gfc) | Atlético Madrid  | 2-1    | 0-1       |
| Oţelul Galaţi     | 4-2       | Trabzonspor      | 2-1    | 2-1       |
| Tobıl Kostanai    | 2-0       | OFI Creta        | 1-0    | 1-0       |
| Dacia             | 1-5       | Amburgo          | 1-1    | 0-4       |
| Čornomorec'       | 1-3       | Lens             | 0-0    | 1-3       |
| Rapid Vienna      | 3-1       | Rubin Kazan'     | 3-1    | 0-0       |
| Vėtra Vilnius     | 0-6       | Blackburn Rovers | 0-2    | 0-4       |
| Hammarby          | 1-1 (gfc) | Utrecht          | 0-0    | 1-1       |
| Gent              | 2-3       | Aalborg          | 1-1    | 1-2       |

## Vincitore
Secondo la formula del torneo, in vigore dal 2006, la formazione proveniente dall'Intertoto che ha successivamente effettuato il cammino più lungo in Coppa UEFA è la squadra che si aggiudica il trofeo.
Questi i piazzamenti delle 11 squadre vincenti il terzo turno di Coppa Intertoto:
- Amburgo: Ottavi di finale. Vince la Coppa Intertoto 2007.
- Atlético Madrid: Sedicesimi di finale.
- Aalborg: Fase a gironi.
- Blackburn: Primo turno.
- Hammarby: Primo turno.
- Lens: Primo turno.
- Rapid Vienna: Primo turno.
- Sampdoria: Primo turno.
- União Leiria: Primo turno.
- Oțelul Galați: 2º turno preliminare.
- Tobyl: 2º turno preliminare.